# Pius-Ramon Tragan i Colilles
Pius-Ramon Tragan i Colilles   (Esparreguera, 20 d'agost de 1928 - monestir de Montserrat, 8 de desembre de 2023) va ser un monjo, biblista i teòleg català.
Doctor en Sagrada Escriptura i llicenciat en Filosofia, durant la seva trajectòria, Tragan va entrar com a monjo a l'abadia de Montserrat amb 19 anys el 31 de juliol de 1948, on va fer la professió simple el 6 d'agost de 1949. La seva professió solemne va tenir lloc el 15 d'agost de 1952 i tres anys més tard, el 24 de setembre de 1955, va rebre l'ordenació sacerdotal. Cursà els estudis de Filosofia i de Teologia al monestir de Montserrat. Completà la seva formació a Roma (1956-1957) i a Múnic (1961-1962). Retornat a Montserrat va ser secretari de l'abat Aureli Maria Escarré i Jané fins al seu exili a Itàlia a causa de la persecussio del franquisme. Més endavant va marxar a Jerusalem (1965-1967) i a Estrasburg (1967-1970), on s'especialitza en l'exegesi bíblica i obté el doctorat. L'any 1972 s'establí a Roma, on fou nomenat degà de la Facultat de Teologia (1985-1990) i també rector del Pontifici Ateneu de Sant Anselm (1990-1997). Després, entre els anys 1998 i 2001, exercí com a professor a la Universitat de Milà, i entre el 1999 i el 2001 ho feu a la Universitat de Barcelona. Des de 1997 fou el responsable de l'Scriptorium Biblicum et Orientale del monestir de Montserrat. És autor d'obres de referència en l'àmbit internacional dels estudis bíblics, entre els quals destaquen "El Llibre del Càntic dels Càntics" en la Bíblia de Montserrat del 1966, o la "Traducció del Llibre del Deuteronomi" del 1970.
Durant la seva trajectòria, va publicar nombrosos llibres, entre els quals destaquen: "El Llibre del Càntic dels Càntics en la Bíblia de Montserrat" (1966), "Traducción del Libro del Deuteronomio" (1970), "Segni e Sacramenti nel vangelo di Giovanni" (1977), "La parabole du pasteur et ses explicacions" (1980), "Fede e Sacramenti nel vangelo di Giovanni" (1985), "Alle origini del battesimo cristiano" (1991), "La preistoria dei vangeli" (1999), "Josep i Àsenet. Traducció del grec, introducció i notes crítiques" (2005) i "Los Evangelios apócrifos. Origen, sentido, valor" (2008). També fou el responsable de múltiples col·laboracions en revistes científiques i en diccionaris especialitzats. En el seu darrer llibre “Notes d'un passat”, escrit el juliol de 2022, Tragan fa un repàs de la seva vida.
En el moment de la seva mort, amb 95 anys, Pius-Ramon Tragan era el monjo més ancià de l'abadia de Montserrat.